# Trivignano (Venedig)
Trivignano (früher Trevignan di Mestre) ist ein Stadtteil Venedigs mit 1.979 Einwohnern (Stand 31. Dezember 2024). Der auf der Terraferma liegende Stadtteil gehört zur Municipalità Chirignago-Zelarino. Der Ort liegt nordwestlich vom Stadtzentrum von Mestre an der Regionalstraße und vormaligen Staatsstraße SS 245, nahe der Grenze zu Martellago.

## Geschichte

### Name
Die Herkunft des Namens ist ungeklärt. Der Namensteil ‚tri-‘ wird allgemein als ‚drei‘ gedeutet, während ‚-vignano‘ auf ‚Straßen‘ (vie), lateinisch ‚Vicus‘ oder volkstümlich ‚Weingarten‘ (vigne) zurückgeführt wird.

### Antike
Im archäologischen Museum von Altino lagern auch jungsteinzeitliche Funde aus Trivignano.

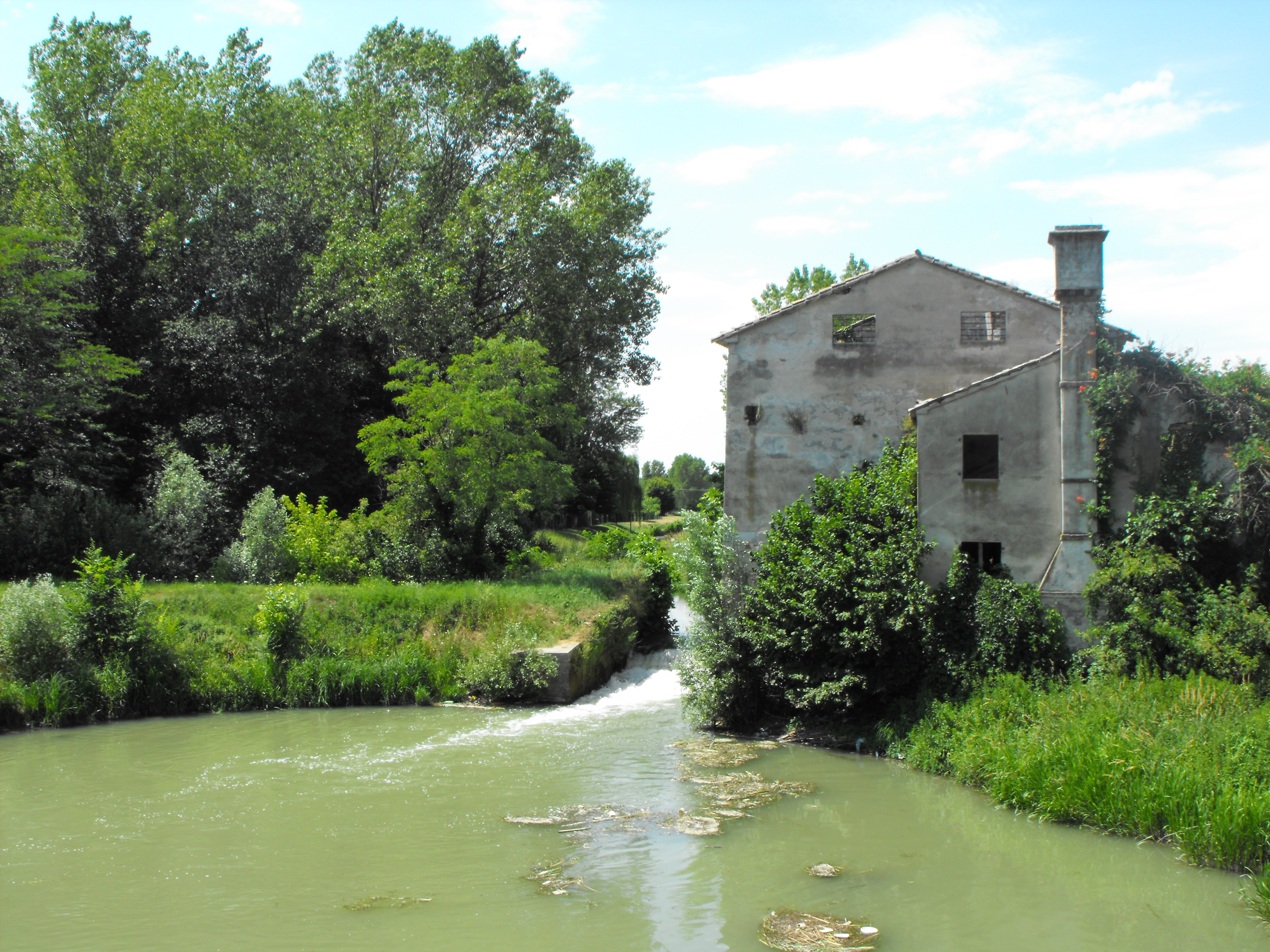
Eine der wenigen Mühlen am Marzenego, die noch bestehen, ist die Ca' Bianca am Marzenego. Sie steht auf dem Gebiet von Trivignano.

Im Gegensatz zu zahlreichen Gemeinden Venetiens ist das älteste Bauwerk wohl keine Kirche, sondern eine Mühle gewesen. Das Marzenego wies früher zahlreiche Getreidemühlen auf, von denen allerdings nur die ehemaligen Mühlen Scabello und Ca' Bianca noch bestehen. Die Ca' Bianca geht möglicherweise auf das Jahr 1085 zurück, als sie den Nonnen von Sant’Eufemia in Venedig gehörte. 1568 ging sie an einen anderen Konvent, 1806 machte sie die auf Anordnung Napoleons erfolgte Auflösung der Orden zu einem Privatgebäude, das heute verfällt.

### Entstehung (10. Jahrhundert?), Erstnennung (1297), Bistum Treviso
Die Gemeindekirche war bis 1968 San Pietro in Vincoli geweiht, seither durch Eingreifen des Patriarchen von Venedig, Giovanni Urbani, dem Apostel Petrus. Die Feier des älteren Patrons wurde unter den Ottonen eingeführt, daher wird angenommen, dass die Gemeinde bis ins 10. Jahrhundert zurückreicht. In einer Urkunde Papst Alexanders III. wird der Ort genannt. Erstmals erwähnt wird die Gemeinde als ein Teil des Gebiets des Bistums Treviso im Jahr 1297. Die heute verschwundene Kirche Sant'Andrea di Fossola, die später den Heiligen Filippo e Giacomo del Tarù geweiht war, wurde spätestens 1443 errichtet, als sie dem Bistum zugesprochen wurde.
1327 eroberten die Scaligeri von Verona das Gebiet, darunter ausdrücklich Trivignano, wo sich eine kleine Festung befand.

### Venedig
Die Kirche von Trivignano erhielt 1565 einen neuen Altar, 1640 wurde die renovierte Kirche neu geweiht. 1857 erfolgte ein erneuter Umbau, der Glockenturm wurde 1983 restauriert. Die eigentliche Gemeinde wurde erst zwischen 1559 und 1633 eingerichtet.
In dieser Zeit entstanden im Veneto zahlreiche Villen, darunter die Villa Da Mosto aus dem 17. Jahrhundert, die Villa Lin-Tagliacozzo und die Ca' Lin-Santon-Boer. Die Villen Lin gehen auf eine Familie dieses Namens aus Bergamo zurück. Ihre Mitglieder, die als Apotheker zu Vermögen gekommen waren, konnten sich 1686 in den venezianischen Adel einkaufen. Entsprechend ihrer hinzukommenden Verwandtschaft mit den Moro hieß eines der Häuser, das die Familie erwarb, bald Ca' Lin-Moro, später Morolin.

### Unter Franzosen und Österreichern
Unter Napoleon wurde der Ort eine autonome Gemeinde. Michiel Morolin ging jedoch 1810 bankrott und er musste sein Haus verkaufen, das nach mehreren Besitzerwechseln an die Santon-Boer ging, die es restaurieren ließen. Im Ortsteil, der im 18. Jahrhundert Tarù genannt wurde, entstand neben heute abgerissenen Villen (Villa Scarante, Villa Nogarin) eine Jagdhütte, das Casino Lisso, das allerdings in schlechtem Zustand ist. 1829 starb der Historiker Jacopo Filiasi, der in der Gemeindekirche in Trivignano beigesetzt wurde.

### Italien (ab 1866), Eingliederung zu Groß-Venedig (1926), Faschismus
Im Ort befand sich 1869 eine Zollstelle. Später ging Trivignano an das benachbarte, südöstlich gelegene Zelarino, mit dem es 1926 zu Venedig kam.
1944 konnte sich die Jüdin Erminia Braun aus Fiume (Rijeka) bis zu ihrer Verhaftung durch Deutsche am 11. November 1944 in Trivignano verstecken.
Im Ort befindet sich der offizielle Sitz der Associazione amici delle arti di Mestre e dela Terraferma, eines Kunstvereins für den Raum Mestre und venezianisches Festland.